# Riber Hansson

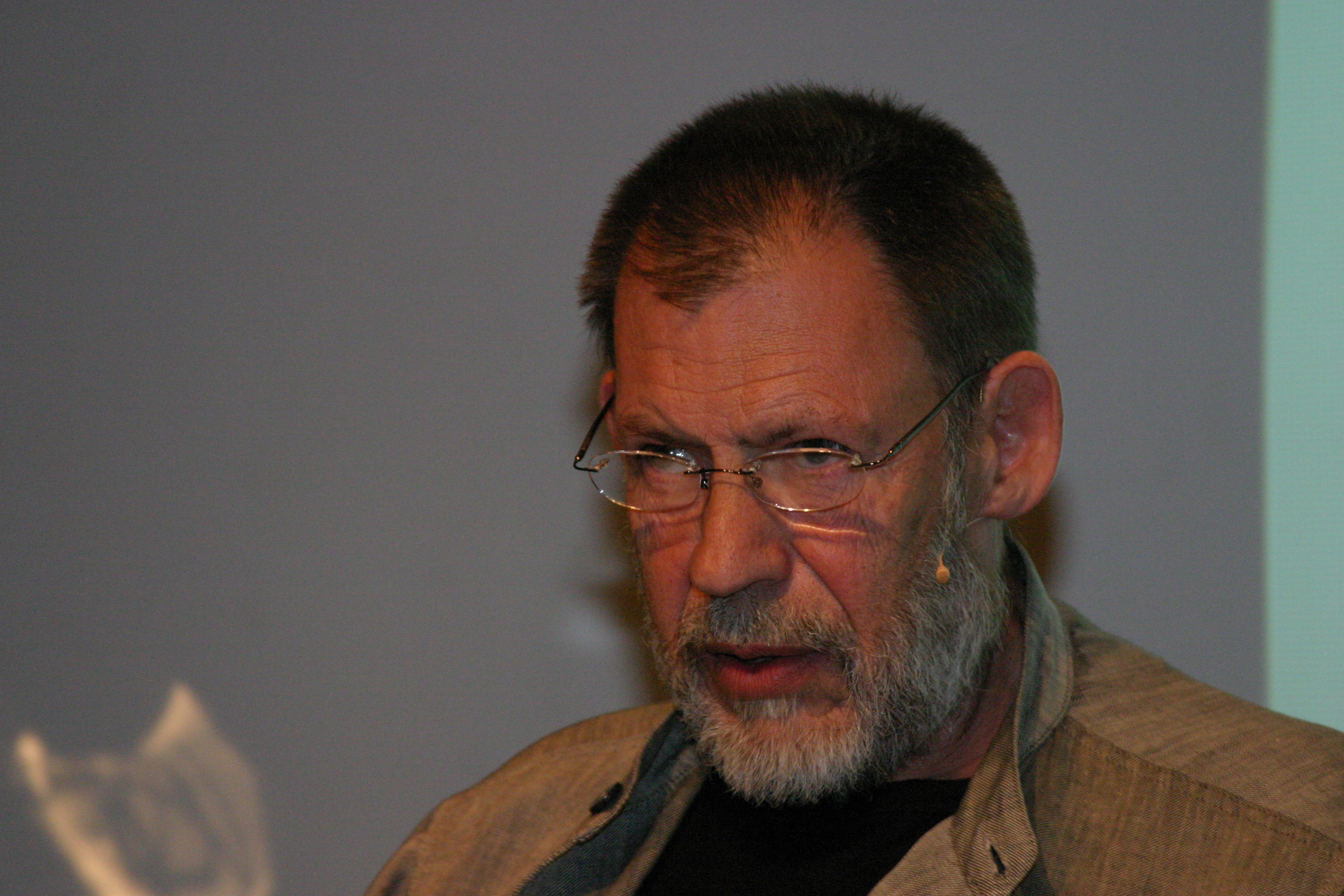
Riber Hansson, 2007

Karl Riber Hansson, född 3 oktober 1939 i Koppom, Järnskogs församling, Värmlands län, död 18 oktober 2024, var en svensk illustratör, karikatyr- och tidningstecknare, känd under signaturen Riber. 
Riber Hansson tecknade för Svenska Dagbladet från 1990 till 2000,  därefter för Sydsvenskan i Malmö. Han har också gjort illustrationer till böcker. Riber Hansson deltog på flera utställningar i Sverige och utomlands. År 2000 fick han EWK-priset, som uppkallats efter karikatyrtecknaren  Ewert Karlsson. År 2007 tilldelades han, av en internationell jury, Grand Prix i den årligen återkommande tävlingen World Press Cartoon i Portugal.Av en jury sammansatt av journalister ackrediterade av Europaparlamentet i Bryssel, tilldelades hans teckning Arken, år 2009, Press Cartoon Europe’s Grand Prix.